# Steffen Heidrich
Steffen Heidrich (* 19. Juli 1967 in Erlabrunn) ist ein ehemaliger deutscher Fußballspieler.

## Sportliche Laufbahn

### Vereinskarriere

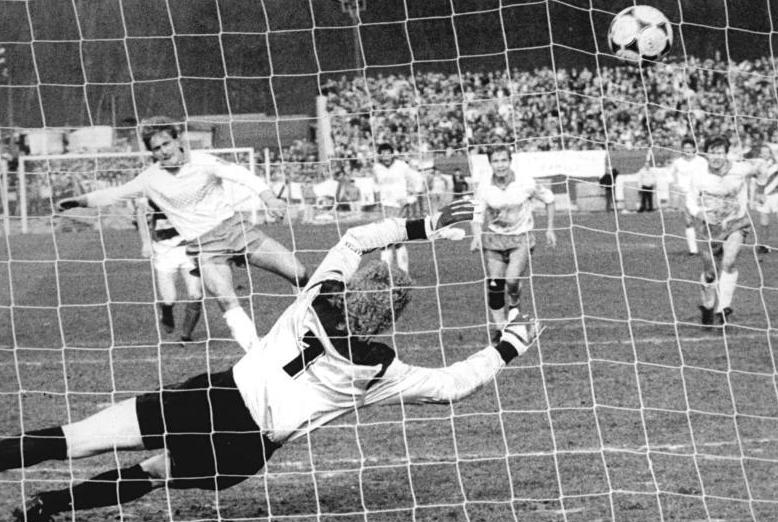
Steffen Heidrich verwandelt einen Elfmeter gegen Jörg Weißflog (1989)

Steffen Heidrich spielte in seiner Jugend bei der BSG Messgeräte Beierfeld und wechselte 1980 in den Nachwuchsbereich des FC Karl-Marx-Stadt. Für den FCK und seinen Nachfolger Chemnitzer FC bestritt Heidrich ab Dezember 1984 in der DDR-Oberliga 128 Spiele und erzielte dabei 31 Tore. Er war wichtiger Bestandteil der Mannschaft, die Ende der 1980er-Jahre ihre erfolgreichste Zeit nach der Meistersaison 1966/67 erlebte.
Nach zwei Jahren in der 2. Bundesliga mit dem Chemnitzer FC schloss sich Heidrich 1993 dem VfB Leipzig an, der gerade in die Bundesliga aufgestiegen war. In der Saison 1993/94 bestritt Heidrich 30 Bundesligaspiele für die Leipziger und erzielte vier Tore. Den Abstieg konnte er jedoch nicht verhindern.
Nachdem die Leipziger 1998 in die Regionalliga abgestiegen waren, wechselte Heidrich zu Energie Cottbus. Obwohl er immer wieder von Verletzungen zurückgeworfen wurde, hatte er als Kapitän maßgeblichen Anteil am Bundesligaaufstieg der Lausitzer im Jahr 2000. In der Bundesliga-Saison 2000/01 stand Heidrich jedoch nur zweimal auf dem Platz und wechselte deshalb im Sommer 2001 zu Dynamo Dresden in die Oberliga. Dort wurde er sofort zum Führungsspieler und konnte mit den Dresdnern innerhalb von drei Jahren zweimal aufsteigen. In der ersten Zweitligasaison von Dynamo Dresden 2004/05 bestritt Heidrich verletzungsbedingt nur acht Spiele und beendete am Saisonende seine Karriere.

### Auswahleinsätze
Für die Nachwuchsauswahl des DFV erzielte Heidrich bis Ende 1987 in neun Begegnungen zwei Tore. Bei der U-21-EM 1988 gelang diesem Team nicht der Sprung in die Finalrunde. In der U-18 war der FCK-Mittelfeldspieler zuvor im Oktober 1982 einmal aufgelaufen. Mit den DDR-Junioren verlor er gegen Ungarn in Orosháza mit 0:5.
Am 11. April 1990 kam Steffen Heidrich zu seinem einzigen Einsatz im Trikot der DDR-Nationalmannschaft. In Karl-Marx-Stadt siegte die Elf von Trainer Eduard Geyer mit 2:0 gegen Ägypten. Fünfzehn Tage nach seinem Debüt in der A-Elf kam er beim Abschied der B-Auswahl zu einem weiteren Auswahleinsatz vor der Auflösung des DDR-Fußballs: In Glasgow siegten die Ostdeutschen gegen die schottische Zweitvertretung mit 2:1.

### Punktspielbilanz
- DDR-Oberliga: 128 Spiele / 31 Tore
- 1. Bundesliga: 32 / 4
- 2. Bundesliga: 231 / 85
- Regionalliga: 47 / 7

## Weiterer Werdegang im Fußball
Nach zweijähriger Arbeit als Teammanager beim 1. FC Dynamo Dresden kehrte Steffen Heidrich nach Cottbus zurück. In der Lausitz übernahm der einstige Führungsspieler vom 1. Juni 2006 bis zum 10. August 2009 die Funktion des Managers. Mit seinem Rücktritt als Manager übernahm er die Mitverantwortung für den Abstieg in die 2. Liga.
Am 9. Januar 2012 stellte der FC Erzgebirge Aue Heidrich in einer Pressekonferenz als neuen Sportdirektor vor. Nachdem die Mannschaft aus fünf Spielen nur einen Punkt geholt hatte, gab der Verein am 4. März 2013 die Trennung von Heidrich bekannt.

## Privates
Heidrich ist verheiratet mit einer Rechtsanwältin und hat eine Tochter (* 2004). Er wohnt mit seiner Familie in Dresden-Langebrück. An der TU Dresden schloss er ein Studium zum Vereinsmanager ab.